# Comuna Ociîtkiv, Orativ
Ociîtkiv (în ucraineană Очитків) este o comună în raionul Orativ, regiunea Vinnița, Ucraina, formată din satele Liulînți și Ociîtkiv (reședința).

## Demografie
Componența lingvistică a satului Ociîtkiv
     Ucraineană (99,18%)
     Alte limbi (0,82%)
Conform recensământului din 2001, majoritatea populației satului Ociîtkiv era vorbitoare de ucraineană (99,18%), existând în minoritate și vorbitori de alte limbi.